# Sigvard Bälter
Sigvard Reinhold Bälter, född 7 september 1915 i Älvdalens församling, Kopparbergs län, död 19 december 1998 i Mora, Dalarnas län, var en svensk lagman.
Bälter, som var son till folkskollärare Anders Bälter och Maria Andersson, avlade juris kandidatexamen vid Uppsala universitet 1945 och gjorde sin tingstjänstgöring 1945–1947. Han blev fiskal i hovrätten för Övre Norrland 1948 och blev civilrådman i Umeå 1949. Han var borgmästare i Umeå stad 1957–1970 och lagman i Umeå tingsrätt 1971–1980.